# Formicivora erythronotos
Formicivora erythronotos là một loài chim trong họ Thamnophilidae.